# 카메룬의 국기

비율 2:3

카메룬의 국기는 1975년 5월 20일에 채택되었다. 범아프리카색인 초록색, 빨간색, 노란색 세가지 색의 세로 줄무늬 바탕에 한 개의 노란색 별이 그려져 있다. 초록은 남부의 삼림 지대를, 빨강은 통일을, 노랑은 북부의 사바나 지대를 의미한다.

## 색상
| 색상 | 초록               | 빨강                | 노랑                 |
| ---- | ------------------ | ------------------- | -------------------- |
| RGB  | 0–122–94 (#007A5E) | 206–17–38 (#CE1126) | 252–209–22 (#FCD116) |

## 역대 국기

독일령 카메룬
영국령 카메룬
1957년-1961년
1961년-1975년

## 같이 보기
- 카메룬의 국장